# Madame Simone

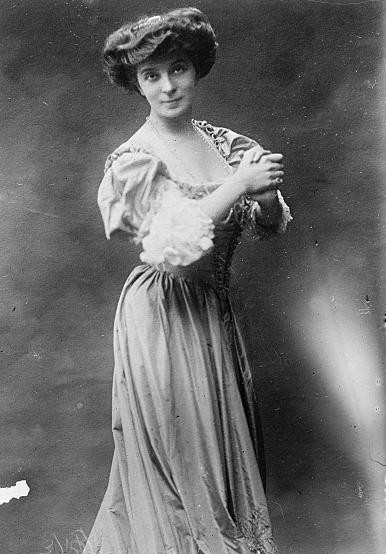
Madame Simone, in 1911

Madame Simone, echte naam Pauline Benda (Parijs, 3 april 1877 – Montgeron, 17 oktober 1985), was een Franse comédienne en schrijfster.

## Biografie
Pauline Benda werd geboren in 1877. Haar neef was de schrijver Julien Benda. In 1902 maakte zij haar debuut in het theater. Ze speelde onder meer in stukken van Luigi Pirandello en Henry Bataille. 
In 1898 huwde ze met komiek Charles Le Bargy. Zij was 21 op dat moment, hij 40 jaar. Na de scheiding van Le Bargy, nam ze de naam Madame Simone aan. In 1909 trouwde ze met Claude Casimir-Perier (1880-1915), zoon van oud-president Jean Casimir-Perier. Alain-Fournier was tijdens dit huwelijk haar secretaris en tevens haar minnaar maar hij overleed als diensplichtige echter al in 1914. In 1915 huwde ze voor de derde keer, dit keer met schrijver François Porché. In haar jongere leven had ze vaak in theaterstukken van Porché gespeeld. Vanaf 1930 legde ze zich toe op schrijven. Haar laatste boek verscheen in 1970.
Madame Simone overleed in 1985 op 108-jarige leeftijd.